# 董继昌
董继昌（1930年4月—2012年7月24日），男，陕西韩城人，中华人民共和国政治人物。

## 生平
早年参加学生运动，1949年加入中国共产党。1954年担任陕西省合阳县县长。后改任中共韩城县委书记兼县长，中共合阳县委书记。1970年，任中共耀县县委书记。1980年，任中共渭南地委副书记、地区行署专员。
1983年，任中共陕西省委副书记。1984年，兼任中共西安市委书记。1987年，当选中国共产党第十三届中央委员。1990年4月至1996年1月，任陕西省政协副主席。2012年7月24日20时40分，因病在西安逝世，享年82岁。

## 家庭
其子董軍，曾任中共西安市委副书记、市長、市政协主席。